# Yvonne de Gaulle
Yvonne Charlotte Anne Marie Vendroux, después de su matrimonio Yvonne de Gaulle (Calais, 22 de mayo de 1900-París, 8 de noviembre de 1979) fue la esposa del general francés Charles de Gaulle.

## Biografía
Perteneciente a una familia de industriales de Calais, estudió en las dominicas en Asnières.
Contrajo matrimonio con el general de Gaulle el 7 de abril de 1921. De esta unión nacieron tres hijos: Philippe, nacido en 1921, Élisabeth, en 1924 y Anne, nacida con síndrome de Down en 1928, y fallecida en 1948.
La familia residía en la propiedad de La Boisserie en Colombey-les-Deux-Églises. En 1940, debido a la invasión alemana de Francia durante la II Guerra Mundial, la familia se desplaza a Londres siguiendo al general como presidente del gobierno provisional.
En 1948, Yvonne de Gaulle pone en marcha la Fundación Anne de Gaulle en el Castillo de Vert-Cœur en Milon-la-Chapelle (Yvelines), en memoria de su hija menor fallecida ese mismo año.
Durante la presidencia de su marido (1958-1969), lleva un tren de vida comedido y sencillo. Por su discreción en la escena pública, es bautizada por los periódicos franceses como "la Tía Yvonne".
En 1970, queda viuda y unos años después entra en la Residencia de Jubilados de la Inmaculada Concepción de París. Murió en el Hospital del Val-de-Grâce de París el 8 de noviembre de 1979.

## Homenajes
- La casona de retiro de Melun porta el nombre de Yvonne de Gaulle
- Delante de la catedral Notre-Dame de Calais se encuentra una estela, en memoria del matrimonio de Yvonne Vendroux y de Charles de Gaulle, con la mención que aparece en la obra, Mémoires d'espoir

Para Yvonne, sin los cuales nada hubiera sido

.
- En 1963, el acordeonista René Saget escribió la canción, Le tango de Tante Yvonne, habiendo vendido 10 000 ejemplares.[1]